# Глобальное поле
Глобальное поле — это поле одного из двух видов:
- поле алгебраических чисел, то есть конечное расширение поля рациональных чисел {\displaystyle \mathbb {Q} },

или
- глобальное поле функций, то есть поле функций на алгебраической кривой над конечным полем, или эквивалентно, конечное расширение {\displaystyle \mathbb {F} _{q}(T)} — поля рациональных функций от одной переменной над конечным полем {\displaystyle \mathbb {F} _{q}} из {\displaystyle q} элементов.

Аксиоматическая характеризация таких полей через теорию показателей была дана Эмилем Артином и Джорджом Воплесом в 1940-м.

## Определение
Глобальное поле — это одно из следующих полей:
Поле алгебраических чисел
Поле алгебраических чисел {\displaystyle F} является конечным расширением (и, следовательно, алгебраическим расширением) полем рациональных чисел {\displaystyle \mathbb {Q} }. Таким образом, {\displaystyle F} — это поле, которое содержит {\displaystyle \mathbb {Q} }, и имеет конечную размерность как векторное пространство над {\displaystyle \mathbb {Q} }.
Поле функций на алгебраической кривой над конечным полем
Поле функций на многообразии — это множество всех рациональных функций на этом многообразии. На алгебраической кривой (то есть на одномерном многообразии {\displaystyle V}) над конечным полем мы говорим, что рациональная функция на открытом аффинном подмножестве {\displaystyle U} определена как отношение двух многочленов в аффинном координатном кольце {\displaystyle U}, причём мы считаем, что любые две такие функции эквивалентны, если они совпадают на пересечении их открытых аффинных множеств. Это технически определяет рациональные функции на {\displaystyle V} как поле отношений аффинных координатных колец любых аффинных подмножеств, поскольку всё множество всех таких подмножеств плотно.

## Аналогия между двумя классами полей
Существует ряд формальных сходств между двумя типами полей. Независимо от типа поля все его  пополнения являются локально компактными полями (см. Локальное поле). Каждое поле любого типа может быть реализовано как поле отношений дедекиндова кольца, в котором каждый ненулевой  идеал имеет конечный индекс. В каждом случае существует «формула произведения» для ненулевых элементов {\displaystyle x}:
{\displaystyle \prod \limits _{v}|x|_{v}=1.\ }
Аналогия между двумя видами полей была сильной движущей силой в алгебраической теории чисел. Идея аналогии между полями алгебраических чисел и римановой поверхностью восходит к Дедекинду и Веберу в девятнадцатом веке. Более строгая аналогия, выраженная идеей глобального поля, в которой аспект римановой поверхности как алгебраической кривой, отображенной на кривые, определенные над конечным полем, была создана в 1930-х годах, что привело к гипотезе Римана для кривых над конечными полями, обоснованные Вейлем в 1940 году. Терминология может быть связана с Вейлем, который написал свою «Basic Number Theory» (1967) частично для разработки аналогии.
Как правило, легче работать в случае поля функций, а затем пытаться разработать аналогичную технику на стороне числового поля. Драматический пример — развитие теории Аракелова и её использование Фалтингсом в его доказательстве гипотезы Морделла. Аналогия также влияла на развитие теории Ивасавы и её Главной Гипотезы. В доказательстве фундаментальной леммы в программе Ленглендса также использовались методы, которые сводили числовое поле к случаю функционального поля.

## Теоремы

### Теорема Минковского-Хассе
Теорема Минковского — Хассе — это фундаментальный результат в теории чисел, который утверждает, что две квадратичные формы над глобальным полем эквивалентны тогда и только тогда, когда они эквивалентны над локальными полями, то есть эквивалентны в любом пополнении поля.

### Закон взаимности Артина
Из закона взаимности Артина вытекает описание  абелианизации абсолютной группы Галуа глобального поля {\displaystyle K}, которое основано на  принципе Хассе. Его можно описать в терминах когомологий следующим образом:
Пусть {\displaystyle L_{v}/K_{v}} — расширение Галуа локального поля с группой Галуа {\displaystyle G}. Тогда локальный закон взаимности описывает канонический изоморфизм
{\displaystyle \theta _{v}:K_{v}^{\times }/N_{L_{v}/K_{v}}(L_{v}^{\times })\to G^{\mathrm {ab} },}
который называется локальный символ Артина.
Пусть {\displaystyle L/K} — расширение Галуа глобального поля, а {\displaystyle C_{L}} — группа классов иделей {\displaystyle L}.
Отображения {\displaystyle \theta _{v}} для разных {\displaystyle K_{v}} могут быть собраны в единый глобальный символ через произведение локальных компонент класса иделя. Одним из утверждений закона «взаимности Артина» является то, что это приводит к каноническому изоморфизму